# Antônio Bento dos Santos
Antônio Bento dos Santos (* 18. Dezember 1971 in Montes Claros), auch bekannt als Bentinho, ist ein ehemaliger brasilianischer Fußballspieler.

## Karriere
Bentinho begann seine Profilaufbahn 1989 beim brasilianischen Portuguesa. Als Nachwuchsspieler hatte er an der U-16-Fußball-Weltmeisterschaft 1987 in Kanada teilgenommen. 1994 wechselte er zum saudi-arabischen Erstligisten al-Hilal. Im Sommer 1994 wechselte er zum japanischen Erstligisten Verdy Kawasaki. Mit dem Verein wurde er 1994 japanischer Meister. Im Sommer 1995 wechselte er zum Kashiwa Reysol. 1996 kehrte er nach Brasilien zurück. Hier spielte er bis 1998 für Botafogo FR und Cruzeiro EC. 1998 kehrte er zu Kashiwa Reysol zurück. 1999 gewann er mit dem Verein den J.League Cup. 2000 kehrte er nach Brasilien zurück. Hier spielte er bis 2001 für Portuguesa und Athletico Paranaense. Im Sommer 2001 wechselte er zum japanischen Zweitligisten Ōita Trinita. 2002 wechselte er zum Ligakonkurrenten Kawasaki Frontale. 2003 wechselte er zum Ligakonkurrenten Avispa Fukuoka. 2004 beendete er seine Karriere als Fußballspieler.

## Erfolge
Verdy Kawasaki
- Japanischer Meister: 1994
- Japanischer Ligapokalsieger: 1994

São Paulo
- Copa dos Campeões Mundiais: 1995

Botafogo
- Taça Rio: 1997
- Taça Guanabara: 1997
- Staatsmeisterschaft von Rio de Janeiro: 1997

Kashiwa Reysol
- Japanischer Ligapokalsieger: 1999